# Morgenshtern
Аліше́р Тагірович Валєєв (рос. Алишер Тагирович Валеев, башк. Алишер Таһир улы Вәлиев), більш відомий як Моргенште́рн (Morgenshtern); (нар. 17 лютого 1998, Уфа) — російський репер, поп-виконавець, музикант, шоумен башкирсько-єврейського походження.
Фігурант бази даних Миротворець. Внесений до переліку осіб, які створюють загрозу нацбезпеці України.

## Життєпис
Народився 17 лютого 1998 року в Уфі, у підлітковому віці катався з друзями на скейтбордах, знімаючи це на відео; цей гурт називав себе Others Crew. Перший кліп «Мы выше облаков» знято у 2010 році. Навчався у педагогічному університеті, звідки Алішера було відраховано через занадто відверту, на думку його ректора, діяльність на YouTube. Працював кур'єром, мив автомобілі, працював вуличним музикантом. Мати займалася квітковим бізнесом. Батьки розлучилися, а коли Алішер мав 11 років, його батько пішов з життя через цироз печінки у зв'язку з алкоголізмом. Був лідером рок-гурту «ММД CREW». Співпрацював з реп-виконавцем Face, роблячи постпродакшн для відеокліпів «Гоша Рубчинский» і «Megan Fox».
Першу популярність отримав завдяки пародійним відео у рамках власного проєкту «#ИзиРеп» на YouTube. Пізніше випустив відеокліп-дисс на Юрія Хованського, де викликав його на реп-батл у рамках площадки Versus Battle. Хованський спершу відмовився від поєдинку, аргументуючи свою позицію тим, що Моргенштерн «не його рівень хайпу», однак пізніше змінив своє рішення та попросив гонорар у розмірі двох мільйонів рублів. Алішер в свою чергу відповів, що батли за гроші йому нецікаві.
17 лютого 2018 року випустив дебютний мініальбом «Hate Me», а також відеокліпи на треки «Дикий» і «Insomnia». 26 серпня 2018 року виконав перформанс, випустивши відео з рекламною інтеграцією і чорним екраном, отримавши за нього 500 тисяч рублів (за словами Алішера), показово спалив 100 тисяч рублів і 2 вересня випустив відеокліп «Вот так», який станом на 4 вересня входив у топ-8 найпопулярніших музичних композицій соціальної мережі «ВКонтакте».
4 жовтня 2018 року приховав всі відео на своєму каналі, а вже 12 жовтня випустив альбом «До того, как стал известен», який складався виключно з треків, які були створені ще до популярності Алішера. Згодом у соціальних мережах почали ширитися здогадки про те, що це не той альбом, який повинен був вийти насправді, і всі чекали зовсім на інший матеріал. У перший день альбом побив рекорд по репостах у російській соцмережі ВК, зібравши 50 тисяч репостів за добу і перевершивши попередній рекорд, який належав реперу Lizer. Пізніше на каналі був випущений ролик, у якому Алішер признався в тому, що весь цей час він нібито був комерційним проєктом, ціллю якого було заробляння грошей і просування творчості. У якості доказів Алішер запросив свого нібито продюсера, який підтвердив слова ютубера. Через 4 дні було опубліковано відео, у якому Алішер спростовує всі свої слова про те, що він є проєктом, говорить про те, що він закінчує з відеоблогінгом і починає серйозно займатися музикою, а також зістригає свої дреди і набиває нове тату — моргенштерн. 17 листопада 2018 року був випущений кліп на композицію «Уфф… Деньги…», у якому, за словами Алішера, він остаточно ховає свій старий образ.

### 2019: «Посміхнися, дурень!»
1 січня 2019 року вийшов альбом «Улыбнись, дурак!», який у перші 10 днів після релізу подолав позначку 10 мільйонів прослуховувань у соцмережі ВК У альбомі взяли участь виконавці 4Teen і ЛСП, а також відеоблогер Дмитро Ларін. Пісня «Зеленоглазые деффки!», записана за участю ЛСП, потрапила у топ-30 світового рейтингу сайту Genius, а також у топ-10 музичного чарту «ВКонтакте».
17 лютого 2019 року видалив усі відео на своєму каналі, випустивши «Последний клип», у якому заявив про те, що діяльність на платформі YouTube вже не приносить йому задоволення, і він збирається видалити свій канал, відправившись на пошуки нової справи, від якої у нього «загоряться очі так само сильно, як колись загорілись від ютубу». Був запущений стрім з таймером зворотного відліку. Також у цей день Моргенштерн був гостем на «Ларин Шоу Лайв», провівши спільний благодійний стрім з Дмитром Ларіним. Блогери зібрали майже 62 000 рублів на допомогу бездомним тваринам.
20 лютого 2019 року вийшов випуск ютуб-шоу Амірана Сардарова («Дневник Хача») «Шоу без названия» за участю Дмитра Ларіна і Алішера, куди останній прийшов попрощатись з ютубом і відповідати на питання ведучих і глядачів. 21 лютого на своєму каналі провів пряму трансляцію, у якій заявив про те, що в результаті 4-денних роздумів після запуску таймера зворотного відліку передумав видаляти канал, і попросив у глядачів вибачення.
28 лютого 2019 року повідомив у своїй офіційній спільноті «ВКонтакте», що майже всі відео на його каналі були відновлені: «Не вдалось повернути пару кліпів, ізірепів і розмовних відео, галочку забрали, але в цілому все ок» — і анонсував новий відеоролик про концертний тур.
30 серпня 2019 року Моргенштерн випустив трек та кліп під назвою «Новый мерин». До кінця року кліп набрав понад 28 мільйонів переглядів.
1 листопада 2019 року вийшов сингл «Грустная песня» Thrill Pill при уч. Єгора Кріда і Моргенштерна.
15 листопада 2019 року вийшов спільний сингл з Клавою Кокою «Мне пох». 3 грудня вийшов музичний кліп на пісню.
20 грудня 2019 року випустив сингл і кліп під назвою «Yung Hefner», в якому повідомив про наміри записати в січні альбом в прямому ефірі за тиждень.

### 2020: «Легендарний пил»
17 січня 2020 року був випущений альбом під назвою «Легендарная пыль», який зумів зібрати 21 мільйон прослуховувань ВКонтакте за перші дві доби.
31 січня 2020 року відвідав шоу «Вечірній Ургант», де разом з Іваном Ургантом і Slava Marlow записали реп-трек.
8 березня 2020 року вийшов сингл з кліпом під назвою «Малышка» спільно з Шарлотом.
30 квітня 2020 року провів онлайн-концерт на платформі від МТС, в якому переспівав кілька своїх хітів у стилі рок.
5 червня 2020 року вийшов сингл і кліп під назвою «Пососи». Музичне відео зібрало понад 2,5 мільйона дизлайків, ставши самим задизлайканним відео на YouTube в Росії.
8 червня 2020 року в мережу була злита пісня «Cadillac» спільно з Елджеєм, що потрапила в цей же день на 1 місце в чарті Genius. Опівночі, 9 червня, сингл був випущений офіційно. Відеокліп вийшов 9 липня 2020 року на YouTube. 17 липня 2020 року вийшли ремікси пісні.
25 червня 2020 російська версія журналу Forbes опублікувала список «40 найуспішніших зірок Росії до 40 років» за 2020 рік, в якому Алішер Моргенштерн зайняв 21 рядок із загальним доходом за рік 1,5 мільйона доларів.
1 липня 2020 року був опублікований сніппет нового треку «Ice», офіційний реліз відбувся 31 липня 2020 року. Інтерес публіки до виходу синглу Моргенштерн підігрівав відеозверненнями до неназваного артиста, з яким повинна була бути спільна пісня. У самих відеозверненнях Алішер говорив про те, що виконавець ігнорує його протягом двох тижнів, і в разі, якщо він не відгукнеться протягом доби, Алішер випустить трек без вказівки авторства другого виконавця. Як пізніше виявилося, це був черговий перформанс від Алішера.
4 вересня 2020 року вийшов сингл «Lollipop» спільно з Елджеєм з семплом пісні Руки вгору! «Песенка», що є вже другою спільною роботою артистів. Трохи пізніше, в цей же день, був випущений музичний відеокліп в стилі диско.
8 вересня 2020 року відвідав дванадцяту щорічну зіркову премію «Topical Style Awards 2020», де удостоївся премії «Жінка року». «Останні кілька місяців я сидів і думав, А що ж далі? Я вже став найпопулярнішим, прослуховуваним і обговорюваним артистом 2020, і ця нагорода-ковток свіжого повітря для мене», прокоментував нагороду Моргенштерн у себе в Instagram.
У 2020 році Моргенштерн дав інтерв'ю російськомовному авторському інтернет-шоу «вДудь», опублікованому 3 листопада 2020 року.
13 листопада 2020 року Моргенштерн випустив пісню «Watafuk?!», записану спільно з американським репером Lil Pump. Через день після виходу пісні анімоване відео, випущене на офіційному YouTube-каналі Моргенштерна, набрало п'ять мільйонів переглядів і очолило тренди російського сегменту YouTube.
28 листопада 2020 року випустив пісню «кліп за 10 лямів» разом з відеокліпом, що є рекламним роликом. Музичне відео було знято для Альфа-Банку, за словами Алішера, за 10 мільйонів рублів, три з яких будуть розіграні пізніше. Місяцем пізніше, 28 грудня 2020 року, вийшов сингл під назвою «Cristal & Моёт». Разом з синглом був опублікований кліп, в якому Моргенштерн підвів підсумки 2020 року.

### 2021: Million Dollar: Hapiness и Million Dollar: Business
15 березня 2021 року стало відомо про те, що репер був призначений на посаду директора по роботі з молоддю в Альфа-Банку. Після появи інформації про те, що відносно репера порушили адміністративну справу за пропаганду наркотиків, Альфа-Банк повідомив, що новина була рекламним ходом і музикант не є співробітником банку.
2 квітня 2021 року випустив спільний з DJ Smash сингл і відеокліп «Новая волна», в якому знялася виконавиця оригінальної і нової версії пісні співачка Людмила Соколова.
28 квітня 2021 року відбувся вихід хоррор-альманаху «Кошмари музикантів», в якому Моргенштерн знявся в одному з епізодів.
4—5 травня 2021 року в мережі стала поширюватися інформація про те, що Моргенштерна нібито забрали в армію. 7 травня 2021 року вийшов сингл і музичне відео «Дуло» з рекламою комп'ютерної гри War Thunder.
17 травня 2021 року на каналі виконавця з'явився відеокліп «Show». 21 травня 2021 року вийшов альбом Million Dollar: Happiness, в якому трек з'явився як вступ. Вже через тиждень, 28 травня 2021 року, був випущений ще один альбом — Million Dollar: Business.
15 липня 2021 року стрімінговий сервіс Spotify назвав Моргенштерна найбільш прослуховуваним Виконавцем з Росії за рік існування сервісу на території РФ.
31 серпня 2021 року, в день весілля Моргенштерна, на YouTube-каналі українського журналіста Дмитра Гордона вийшло двогодинне інтерв'ю з Алішером, записане в червні в Туреччині.
19 листопада 2021 року Слідчий комітет Російської Федерації почав перевірку щодо Алішера на пропаганду наркотиків через кліп на пісню «Pablo». За версією слідства, в контенті, розміщеному в 2013—2021 роках, можуть міститися заклики, що схиляють до вживання наркотиків.
23 листопада 2021 року голова Слідчого комітету Олександр Бастрикін заявив, що репер Моргенштерн «по суті справи торгує наркотиками в соціальних мережах». Незабаром після цього Моргенштерн покинув Росію і перебрався в Дубай, а всі його раніше заплановані концерти в країні були скасовані. Про від'їзд з Росії і перевірку від Слідчого комітету Алішер записав пісню «Домой», випущену 10 грудня 2021 року.
У грудні 2021 року член Громадської палати Катерина Мізуліна заявила, що музикант отримує фінансування з-за кордону в обмін на використання певних тем у своїх піснях. За словами політика, цю інформацію вона отримала зі ЗМІ, але яких саме, вона не уточнила.

### 2022: Last One
14 січня 2022 року випустив сингл та відеокліп «Почему?», другий реліз виконавця після еміграції з Росії після звинувачень голови Слідчого комітету Росії.
14 березня 2022 року випустив сингл та відеокліп «12». Перший трек Моргенштерна в новому образі, приурочений до Дня народження його молодшого брата-Еміра. Раніше він з'являвся в скиті у Алішера на його альбомі «Улыбнись, дурак!», для якого він також намалював обкладинку. У пісні Алішер зачіпає тему вторгнення Росії в Україну тим, що додав фрагмент з інтерв'ю Дмитра Гордона телеканалу «Дождь», а також слова матері продюсера синглу. Також в синглі репер залишив відсилання на пісню «То густо, то порожньо» виконавців Schokk & Oxxxymiron. Спочатку пісня вийшла в його особистому телеграм-каналі, а пізніше випущена на цифрових майданчиках. У перший день виходу синглу, він зайняв 1 місце в світовому чарті Genius.
8 квітня 2022 року репер випустив сингл «Селяви», приурочений до розставання з його дружиною, Діларою Зінатулліною.
26 квітня 2022 року випустив сингл «Номер», присвячений поверненню Алішера до безладних статевих стосунків після розставання з Діларою.
У червні 2022 року анонсував останній альбом російською мовою під назвою Last One. Серед гостей альбому The Limba, ЛСП, Елджей і Entype. «А потім я, як Ваня Face, піду англійською писати», прокоментував анонс альбому музикант. 21 жовтня вийшов шостий студійний альбом альбом на лейблі Bugatti Music.
24 червня 2022 року випустив сингл «Известным» спільно з The Limba.
8 липня 2022 року вийшов сингл і відеокліп «Daleko», спродюсований лондонським музичним продюсером Aarne і увійшов до його дебютного студійного альбому AA Language.
22 липня 2022 року вийшов сингл «5:00 AM» спільно з білоруським хіп-хоп-виконавцем ЛСП.
3 серпня 2022 року вийшов сингл «скільки коштує любов» спільно з The Limba, Niletto і Boombl4, записаний в прямому ефірі на Twitch.
31 Серпня 2022 року вийшов новий випуск Насті Івлєєвої «Агент-шоу», в якому було продемонстровано нову пісню Моргенштерна і Vacio, після чого Алішер «кинув страйк» і відеоролик був заблокований YouTube за порушення авторських прав. «Морген, для тебе це був подарунок, який ти не захотів прийняти. Ви разом підвели величезну кількість людей. Vacio, починати свій творчий шлях з такого ставлення до глядачів і колег не дуже круто», прокоментувала Івлєєва блокування відео. 1 вересня 2022 року сингл вийшов на цифрових прощадках.
9 вересня 2022 року вийшов сингл «Bugatti» спільно з Arut, за який Arut заплатив Алішеру мільйон доларів. 24 вересня вийшов музичний відеокліп, зрежисований Олександром Романовим.
11 листопада 2022 року вийшов дисс «Я убил Марка» на Oxxxymiron у відповідь на дисс Мирона на Алішера під назвою «Bassline Business». Дис Моргенштерна відсилає до студійного альбому Oxxxymiron «Горгород», в кінці якого за сюжетом головний герой на ім'я Марк гине "а ім'я вбивці залишається в таємниці "а також синглу Мирона «Кто убил Марка?».
18 листопада 2022 року вийшов сингл і відеокліп «Double Cup» спільно з блогером-пародистом Satyr, який виступає в пісні в ролі російського та іспанського репера Kizaru.

## Особисте життя
З 2017 по жовтень 2019 року зустрічався з Діларою Зінатулліною, проте пара розійшлася у жовтні 2019 року після пропозиції Алішера зробити стосунки відкритими. Влітку 2020 году зійшлися знову і 31 серпня 2021 одружилися в Москві. Пропозицію Алішер зробив у липні під час зйомок кліпу «Nominalo», на що Ділара відповіла «так». 8 квітня 2022 року вийшов сингл «Селяві», де Алішер натякає про розлучення з Діларою. 9 квітня 2022 року Ділара опублікувала відеоролик на YouTube, де повідомила про розлучення з Моргенштерном.

## Скандали і критика

### Заборона на в'їзд в Україну
28 квітня 2021 року рішенням Міністерства культури та інформаційної політики України за поданням Служби безпеки України включений до переліку осіб, які створюють загрозу національній безпеці України. Таким чином Моргенштерн не зможе їздити на гастролі до України.
Намагаючись скасувати це рішення, 17 червня подав позов проти СБУ до Окружного адміністративного суду Києва з вимогою «визнати протиправними дії СБУ щодо внесення Валєєва до переліку осіб, які створюють загрозу національній безпеці». Суд залишив позов без уваги, оскільки заяву було подано з порушеннями вимог КАСУ. Суд встановив строк для усунення недоліків. У вересні 2021 року СБУ підтвердила, що перебування Алішера в чорному списку Мінкульту автоматично забороняє будь-яку концертну діяльність в Україні.

### Траур в Україні
4 грудня 2019 року в будівлі Одеського коледжу економіки, права та готельно-ресторанного бізнесу сталася пожежа, де загинули 16 осіб та 32 постраждало. Алішер, виступаючи 8 грудня 2019 року в Одесі (день жалоби за загиблими) висміяв траур: «Щодо трауру… Безумовно сталася х..йня. Але для кого цей траур? Для чого він? Для тих, хто помер? Їм по..[чхати], вони померли. Може, для їхніх родичів? Знаєте, якби я про…[втратив] дитину, останнє, що б я хотів, щоб вся країна мені про це нагадувала. Тому я вважаю, що траур — це просто йо…[чортова] показуха. Давайте замість трауру влаштуємо день крику. Сх..[чому], пожежних перевірок немає в коледжі. На..уй показуху».

### Протести в Білорусі
9 серпня 2020 року у Білорусі почались акції протесту проти режиму Лукашенка. 14 листопада 2020 року Алішер виступив у Мінську. На концерті слухач розгорнув прапор білоруської опозиції (біло-червоно-білий), танцпол відреагував скандуванням «Живе Білорусь!». У відповідь співак перервав виступ і попросив «не приплітати політику» до його шоу, чим викликав обурення. Пізніше Алішер заявив, що йому чхати на події у Білорусі.

### Звинувачення в плагіаті
6 лютого 2019 року Morgenshtern зі співачкою Palc презентували кліп на спільний трек TURN IT ON!. Коли в інтерв'ю Юрію Дудю Алішера запитали про плагіат, він зізнався, що скопіював цю пісню в американського репера 6ix9ine — «BEBE».
4 вересня 2020 року Елджей та Morgenshtern презентували кліп на спільний трек Lollipop. Реперів звинуватили у плагіаті російського гурту Руки Вверх! — Песенка.

### «Виправдовування» насилля
3 листопада 2020 в інтерв'ю Юрію Дудю, заявив: «Тьолок бити не треба. Ні, є, звичайно, жінки, які цього заслуговують, які самі на це напрошуються. Якщо ти за рівність статей, то ху***те [бийте] жінок, але загалом, в принципі, насилля я не сприймаю».

### Звинувачення в пропаганді та торгівлі наркотиками
Улітку 2021 року оштрафований на 100 тисяч рублів за пропаганду наркотиків, яку експертиза виявила у кліпах на композиції «Рожеве вино 2» та Family. У листопаді 2021 року представник Слідчого комітету РФ звинуватив музиканта в торгівлі наркотиками в соціальних мережах. Після цього Моргенштерн виїхав до ОАЕ. Інтернет-ЗМІ повідомили, що російська влада попередила продюсерів музиканта про два варіанти розвитку подій: повернення та співпраця з владою або відмова від співпраці та реалізація погроз Слідчого комітету.

## Громадянська позиція
24 лютого 2022 року висловився проти російського вторгнення в Україну. Моргенштерн звернувся до російських солдатів: «Товариші солдати, а в чому прикол йти помирати за наказом великих дядьків? І взагалі, на**й воювати, якщо можна трахатися, пити вино і танцювати. Не розумію… Воювати вже не модно».
6 травня 2022 року Міністерство юстиції РФ оголосило Алішера Моргенштерна «іноземним агентом» (за російським законодавством, фізична особа, яка будучи резидентом Росії та не маючи дипломатичного імунітету, діє в інтересах іншої країни, що накладає обмеження на її діяльність).
18 січня 2024 року Morgenshtern підтримав протести, опублікувавши своє фото в образі Салавата Юлаєва, головного національного героя республіки.

## Благодійність
У червні 2021 року музикант пожертвував 10 мільйонів рублів дитині, хворому спинально-м'язовою атрофією, на препарат Золгенсма, а також закликав своїх колег і передплатників приєднатися до збору коштів. 14 вересня 2021 року було зібрано остаточну суму в розмірі 168 мільйонів рублів. Незадовго до закінчення збору Алішер розповів, що почав збір через інформацію, що дійшла до нього, про те, що, за його словами, йому могли підкинути наркотики.

## Дискографія

### Студійні альбоми
- 2018 — «До того как стал известен»[138][139][140]
- 2019 — «Улыбнись, дурак!»[141][142]
- 2020 — «ЛЕГЕНДАРНАЯ ПЫЛЬ»[143]
- 2021 — «Million Dollar: Happiness»
- 2021 — «Million Dollar: Business»
- 2022 — «Last One»

### Мініальбоми
- 2018 — «Hate Me»[144]
- 2025 — «Alisher»

### Сингли

#### Основний артист
- 2018 — «Копы на хвосте» (за уч. TIMURKA BITS)[145]
- 2018 — «Вот так»
- 2018 — «Отпускаю»[146]
- 2019 — «TURN IT ON!» (за уч. PALC)[147]
- 2019 — «Guerra»[148]
- 2019 — «Новый Мерин»[149]
- 2019 — «Игровой компьютер» (за уч. EQT_ALBERT)
- 2019 — «Мне пох» (за уч. Клави Кока)
- 2019 — «Yung Hefner»
- 2019 — «Мне пох (DJ Noiz Remix)» (за уч. Клави Кока)
- 2019 — «Yung Hefner МЯСО REMIX»
- 2020 — «Мне пох (Acoustic Version)» (за уч. Клави Кока)
- 2020 — «Ратататата» (за уч. Вити АК)
- 2020 — «Малышка» (за уч. Шарлот)
- 2020 — «Cadillac» (за уч. Елджея)
- 2020 — «Ice» (за уч. MORGENSHTERN)
- 2020 — «Lollipop» (за уч. Елджея)
- 2020 — «El Problema» (за уч. Тіматі)
- 2020 — «Watafuk?!» (за уч. Lil Pump)
- 2020 — «Клип за 10 лямов»
- 2020 — «Cristal & Моёт»
- 2021 — «FAMILY» (за уч. Yung Trappa)
- 2021 — «Новая Волна» (за уч. DJ Smash)
- 2021 — «ДУЛО»
- 2021 — «Cristal & МОЁТ (Remix)» (за уч. SODA LUV, blago white, MAYOT & OG Buda)
- 2021 — «SHOW»
- 2021 — «Я не знаю» (за уч. Slava Marlow)
- 2021 — «Домой»
- 2022 — «Почему?»
- 2022 — «12»
- 2022 — «Селяви»
- 2022 — «Номер»
- 2022 — «Известным» (за уч. The Limba)
- 2022 — «Daleko» (за уч. Aarne)
- 2022 — «5:00 AM» (за уч. ЛСП)
- 2022 — «Сколько стоит любовь» (за уч. The Limba, Niletto, Boombl4)
- 2022 — «Притон» (за уч. VACÍO)
- 2022 — «Bugatti» (за уч. Arut)
- 2022 — «Я УБИЛ МАРКА»
- 2022 — «Double Cup»
- 2023 — «Грустно»

(за уч. Magic Man)
- 2023 — «Ne Prada»

(за уч. Arut, Элджей)

#### Запрошений артист
- 2019 — Джарахов за уч. Тілекс, Big Russian Boss, Young P&H, DK, Morgenshtern, Хлеб — «Гена Букин»[150]
- 2019 — 4Teen за уч. Morgenshtern — «Mackafucka»[151]
- 2019 — Thrill Pill за уч. Моргенштерн, Єгор Крід — «Грустная Песня»
- 2020 — N.Masteroff за уч. Моргенштерн, DK — «Миллион»

#### Гість
- 2019 — Slava Marlow за уч. Morgenshtern — «5 минут»
- 2020 — Єгор Крід за уч. Morgenshtern — «Весёлая песня»
- 2020 — Вітя АК за уч. Morgenshtern — «Не раз убивало»
- 2020 — Slava Marlow за уч. Morgenshtern — «Быстро»
- 2021 — Yung Trappa за уч. Morgenshtern — «FAMILY»
- 2021 — Soda Luv за уч. Morgenshtern — «PON PON»
- 2022 — Lida за уч. Morgenshtern — «Цветы»

## Відеографія
| Рік  | Назва                                                                    | Альбом                              |
| ---- | ------------------------------------------------------------------------ | ----------------------------------- |
| 2017 | «Дисс на всех»                                                           | —                                   |
| 2017 | «Предвыборный кліп — 20!8»                                               | —                                   |
| 2018 | «Дисс на МС Хованского»                                                  | —                                   |
| 2018 | «Hermit»                                                                 | «Hate Me»                           |
| 2018 | «Дикий / Insomnia»                                                       | «Hate Me»                           |
| 2018 | «Fuck Em All»                                                            | «Hate Me»                           |
| 2018 | «Копы на хвосте» (за уч. Timurka Bits)                                   | сингл                               |
| 2018 | «Вот так»                                                                | сингл                               |
| 2018 | «Уфф… Деньги…»                                                           | «Hate Me»                           |
| 2019 | «Turn It On!» (за уч. Palc)                                              | сингл                               |
| 2019 | «Буду твоей пальмой!» / «Guerra»                                         | «Улыбнись, дурак!» / сингл          |
| 2019 | «Новый Мерин»                                                            | сингл                               |
| 2019 | «Мне пох» (за уч. Клави Кока)                                            | «Неприлично о личном» / сингл       |
| 2019 | «Yung Hefner»                                                            | сингл                               |
| 2020 | «Мне пох (Acoustic Version)» (за уч. Клави Кока)                         | сингл                               |
| 2020 | «Ратататата» (за уч. Віті АК)                                            | «Легендарная пыль» / сингл          |
| 2020 | «Малышка» (за уч. Шарлот)                                                | сингл                               |
| 2020 | «Cadillac» (за уч. Елджея)                                               | сингл                               |
| 2020 | «Lollipop» (за уч. Елджея)                                               | сингл                               |
| 2020 | «El Problema» (за уч. Тіматі)                                            | «Транзит» / сингл                   |
| 2020 | «Весёлая песня» (за уч. Єгора Кріда)                                     | «58» / сингл                        |
| 2020 | «Клип за 10 лямов»                                                       | сингл                               |
| 2020 | «Cristal & Моёт»                                                         | сингл                               |
| 2021 | «Family» (за уч. Yung Trappa)                                            | «Forever» / сингл                   |
| 2021 | «Новая Волна» (за уч. DJ Smash)                                          | сингл                               |
| 2021 | «Дуло»                                                                   | сингл                               |
| 2021 | «Cristal & Моёт (Remix)» (за уч. SODA LUV, blago white, MAYOT & OG Buda) | сингл                               |
| 2021 | «Show»                                                                   | «Million Dollar: Happiness» / сингл |
| 2021 | «Pablo»                                                                  | «Million Dollar: Happiness» / сингл |
| 2021 | «Olalala»                                                                | «Million Dollar: Business» / сингл  |
| 2021 | «Aristocrat»                                                             | «Million Dollar: Business» / сингл  |
| 2021 | «Nominalo»                                                               | «Million Dollar: Business» / сингл  |
| 2021 | «Dinero»                                                                 | «Million Dollar: Business» / сингл  |
| 2021 | «Я когда-нибудь уйду»                                                    | «Million Dollar: Business» / сингл  |
| 2021 | «Домой»                                                                  | сингл                               |
| 2022 | «Почему»                                                                 | сингл                               |
| 2022 | «12»                                                                     | сингл                               |
| 2022 | «Селяви»                                                                 | сингл                               |
| 2022 | «Номер»                                                                  | сингл                               |

### Участь
| Рік  | Виконавець                                                                 | Назва                        | Альбом                |
| ---- | -------------------------------------------------------------------------- | ---------------------------- | --------------------- |
| 2018 | Команда А                                                                  | «Чуть-чуть табака»           | —                     |
| 2018 | Джарахов                                                                   | «Пьём»                       | «Rock'n'Rofl»         |
| 2018 | Mozee Montana і Plavnck                                                    | «Шип»                        | сингл                 |
| 2018 | Little Big                                                                 | «Skibidi»                    | «Antipositive, Pt. 2» |
| 2019 | Джарахов за уч. Тілекс, Big Russian Boss, Young P&H, DK, Моргенштерн, Хлеб | «Гена Букин»                 | сингл                 |
| 2019 | Little Big                                                                 | «Skibidi (Romantic Edition)» | «Skibidi»             |
| 2019 | Thrill Pill за уч. Моргенштерна, Єгора Кріда                               | «Грустная Песня»             | «Откровения»          |
| 2020 | Тіматі                                                                     | «Звездопад»                  | «Транзит»             |
| 2020 | Джарахов                                                                   | «Дегенерат»                  | —                     |

## Турне
- 2018 — Morgenshtern Tour
- 2019 — Morgenshtern Goodbye Tour (R.I.P. Morgenshtern Tour)